# إستروجين نباتي

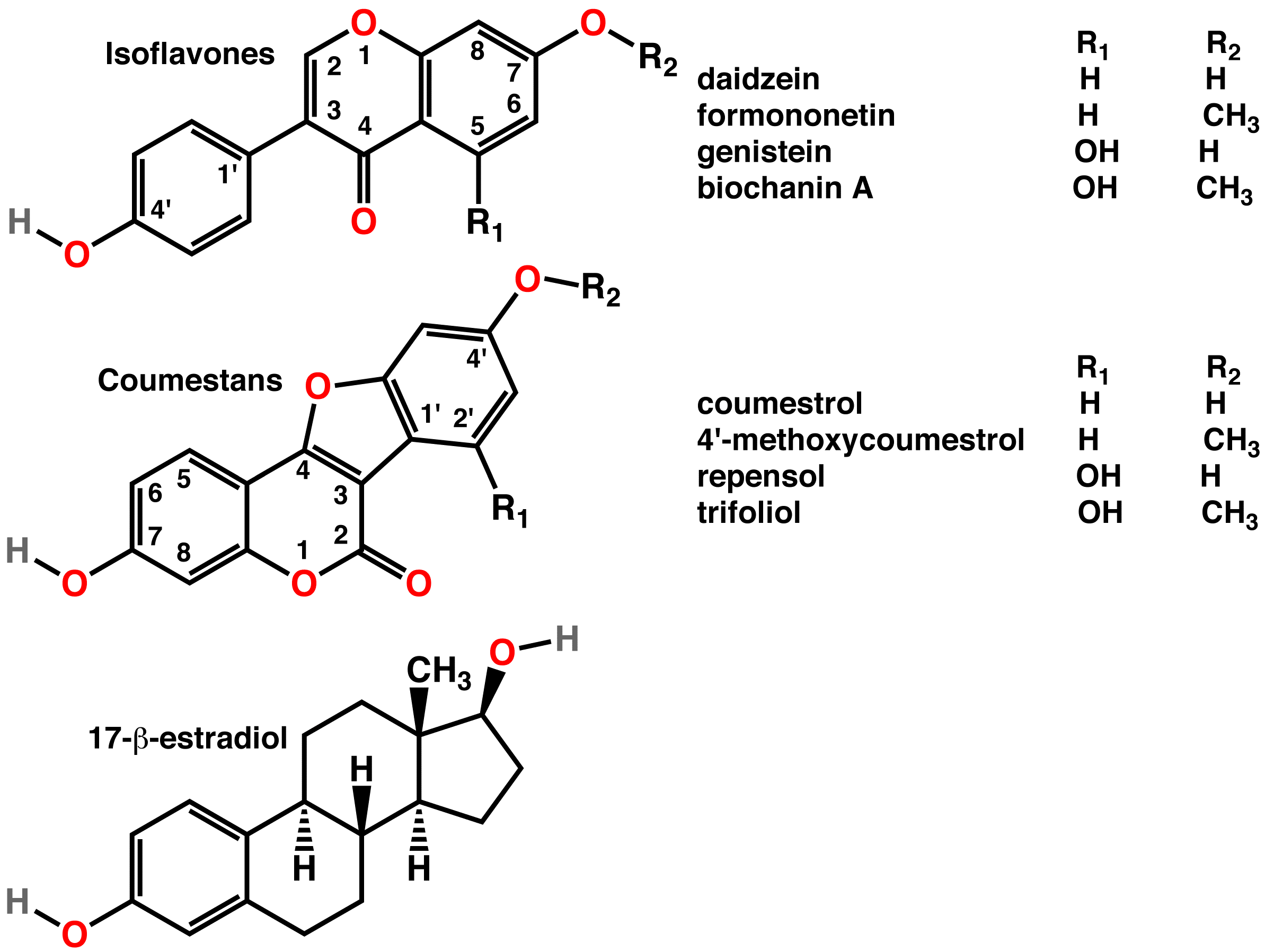
الهياكل الكيميائية للإستروجين النباتي الأكثر شيوعا في النباتات (الأعلى والمنتصف) مقارنة مع هرمون الإستروجين (الأسفل) الموجود في الحيوانات.

الإستروجين النباتي أو المُودِق النباتي هو إستروجين يتم استخلاصه من النباتات، حيث لا يتم إنتاجه بواسطة الغدد الصماء، ولكن يحصل عليه الجسم عن طريق تناول نباتات منتِجة للإستروجين.
يسمى أيضاً «الإستروجين الغذائي» فهو مجموعة متنوعة من المركبات النباتية غير الستروئيدية والتي تتكون بشكل طبيعي. يُحدث الإستروجين النباتي تأثيراً مشابهاً للإستروجين الحيواني أو مضاداً له وذلك بسبب تشباهها الهيكلي مع الإستراديول حيث يستطيع الارتباط مع مستقبلات الإستروجين لزيادة تأثيره أو منع ارتباطه بها وبالتالي منع تأثيره.
اشتقّ اسم الإستروجين النباتي من الكلمة اليونانية (phyto) والتي تعني النبات وكلمة (إستروجين) والتي تعني الهرمون الذي يعطي الصفات الأنثوية لإناث الثدييات. وقد افتُرض أن النباتات تستخدم الإستروجين النباتي كجزء من دفاعها الطبيعي ضد الاكتظاظ السكاني للحيوانات العاشبة من خلال التحكم في خصوبة الإناث.
تسمح أوجه التشابه بين الإستروجين والإستروجين النباتي على المستوى الجزيئي أن يقلل من تأثير الإستروجين أو يضاد تأثيره، تمت ملاحظة الإستروجين النباتي لأول مرة في عام 1926م، ولكن لم يكن من المعروف إذا كان لها أي تأثير على الأيض البشري أو الحيواني، ثم في الأربعينات وأوائل الخمسينات تمت ملاحظة أن بعض مراعي البرسيم تحت الأرض والبرسيم الأحمر (المشهور كنبات منتج للإستروجين النباتي) لها تأثير سلبي على خصوبة الأغنام التي ترعي منها.
ثم اكتشف الباحثون الدور الغذائي للإستروجين النباتي كمادة منظمة للكوليسترول والحفاظ على مستوى كثافة العظام المناسب بعد انقطاع الطمث، وتتوالى الأدلة على فوائد الإستروجين النباتي للصحة العامة كمادة وقائية ضد اضطرابات صحية متنوعة مثل سرطان البروستاتا، وسرطان الثدي، وسرطان الأمعاء، وأمراض القلب والأوعية الدموية، واضطرابات وظائف المخ، وهشاشة العظام.
لا يمكن اعتبار الإستروجين النباتي من المغذيات، نظراً لأن غيابه من النظام الغذائي لا يؤدّي إلى أي اختلال في الوظائف ولا يشارك في أي وظيفة بيولوجية أساسية.
تستطيع الطرق التحليلية المتاحة تحديد نسبة الإستروجين النباتي في الغذاء والنباتات.

## التركيب

تركيب الآيسوفلافون

ينتمي الإستروجين النباتي بشكل أساسي إلى مجموعة كبيرة من المركبات الفينولية الطبيعية وهي: الكومستانز، وبرينيل فلافينويد، وآيسوفلافون، ويعد هؤلاء الثلاثة من أقوى المواد الإستروجينية تأثيراً في هذه الفئة، ولكن ينفرد آيسوفلافون بأنه قد تمت دراسته جيداً حيث يتوفر في الصويا والبرسيم الأحمر، كما تم التعرف على قشورها بأنها إستروجين نباتي على الرغم من أنها ليست فلافونويد.
تمتلك مادة الميكوإستروجين أيضاً خواص هيكلية وتأثيرية مشابهة، ولكنها ليست من مكونات النبات بل تنتج من الأيض التعفني لأحد أنواع الفطريات التي تتوفر بكثرة في الحبوب الغذائية، ولكنه يحدث أيضاً في أماكن أخرى مثل الأعلاف المختلفة.
وعلى الرغم من أنه نه نادراً ما يؤخذ الميكوإستروجين على محمل الجد في المناقشات التي تدور حول الإستروجين النباتي، فإ هذه هي المركبات التي ولدت اهتماماً حول هذا الموضوع.

## آلية العمل
يؤدي الإستروجين النباتي دوره بواسطة الارتباط بمستقبلات الإستروجين في المقام الأول، حيث يوجد نوعان من مستقبلات الإستروجين وهما ألفا (ER-α) وبيتا (ER-β) وترتبط العديد من جزيئات الإستروجين النباتي بمستقبلات بيتا أكثر من مستقبلات ألفا.
تتمثل المفاتيح الرئيسية التي تمكن الإستروجين النباتي من الارتباط بمستقبلات الإستروجين وخلق تأثير مشابه لتأثير الإستراديول في الآتي:
- حلقة الفينول التي لا غنى عنها في الارتباط مع مستقبلات الإستروجين.
- حلقة آيسوفلافون المحاكية لحلقة الإستروجين في مكان الارتباط على المستقبلات.
- انخفاض قيمة الوزن الجزيئي مثل الإستروجين (وزن جزيئي=272).
- المسافة بين مجموعتي الهيدروكسيل على نواة الآيسوفلافون مماثلة لها في الإستراديول.
- وجود نمط الهيدروكسيل الأمثل.

بالإضافة إلى التفاعل مع مستقبلات الإستروجين، قد يتمكن الإستروجين النباتي من تعديل مستويات تركيز الإستروجين الداخلي بواسطة الارتباط أو تحفيز بعض الإنزيمات، كما يمكن أن تؤثر في التوافر البيولوجي للهرمونات الجنسية عن طريق تثبيط أو تحفيز تصنيع الجلوبولين المرتبط بالهرمونات.
تظهر الأدلة الناشئة أن الإستروجين النباتي يمكنه ان يرتبط بمستقبلات البيروكسيسوم، كما تظهر الدراسات المخبرية أنه ينشط المستقبلات بتركيز أعلى من 1 ميكرومتر والذي هو أعلى من مستوى تنشيط مستقبلات الإستروجين، بينما يلعب تنشيط مستقبلات الإستروجين دوراً مهيمناً في التركيزات الأقل من 1 ميكرومتر، وقد أظهرت الدراسات أن كلاً من مستقبلات الإستروجين ومستقبلات البيروكسيسوم يؤثر بعضها على بعض وبالتالي فإنها تحفز الآثار التفاضلية بطريقة تعتمد على الجرعة.
ويتم تحديد الآثار البيولوجية النهائية للجنستين من خلال التوازن بين هذه التأثيرات.

## علم البيئة
تعد هذه المركبات في النباتات جزء مهم جدا من نظامها الدفاعي وخاصةً ضد الفطريات.
الإستروجين النباتي هو مادة قديمة تحدث بشكل طبيعي، ومثل جميع المواد الكيميائية الغذائية الأخرى تعتبر متعاونة مع الثدييات. ليس الإستروجين النباتي هو المصدر الوحيد للإستروجين الخارجي في النظام الغذائي حيث تم العثور على الزينوإستروجين في الإضافات الغذائية، والمكونات، وأيضاً في مستحضرات التجميل، والبلاستيك، والمبيدات الحشرية.
من الناحية البيئية لديهم آثار مماثلة للإستروجين النباتي مما يجعل من الصعب الفصل الواضح بين عمل هذين النوعين من العوامل في الدراسات التي أجريت على السكان.

## الدراسات على الطيور
وقد تبين أن إستهلاك النباتات ذات المحتوى غير المعتاد من الإستروجين النباتي في ظل ظروف الجفاف يقلل من خصوبة السمان.
كما أظهر غذاء الببغاء تأثير إستروجيني ضعيف أيضاً، وأجريت الدراسات عن طريق الكشف عن الاستروجين النباتي الموجود في الأغذية التكميلية المصنعة، بهدف تمكين تكاثر الأنواع المهددة بالإنقراض.

## المصادر الغذائية

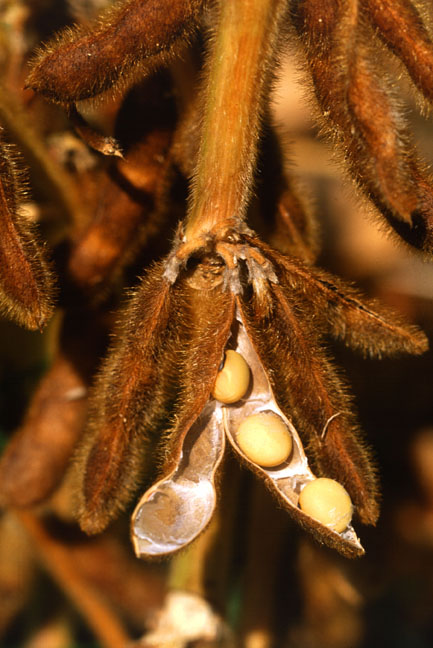
قرون فول الصويا عند النضج